# آنتیموان تری‌برمید
آنتیموان تری‌برمید (به انگلیسی: Antimony tribromide) با فرمول شیمیایی SbBr۳ یک ترکیب شیمیایی با شناسه پاب‌کم ۲۴۶۱۵ است؛ که جرم مولی آن ۳۶۱٫۴۷۲ g/mol می‌باشد.